# Arnal Llibert
Arnal Llibert Conde Carbó (Gerona, 21 novembre 1980) è un ex calciatore spagnolo, di ruolo attaccante.

## Carriera

### Club
Vanta 110 presenze nella seconda divisione del calcio spagnolo.
Prodotto delle giovanili dell'Espanyol, dopo aver giocato per anni in Spagna, nel 2010 si trasferisce a Cipro: in meno di 3 anni veste la maglia di quattro società differenti segnando poco più di 20 reti in 75 giornate di campionato. Nella sua avventura a Cipro, il 15 febbraio 2012, con la casacca dell'Alki Larnaca, realizza una tripletta contro l'AEP Paphos (0-6), in un incontro di coppa. Il 17 luglio 2013 i maltesi di Valletta ne acquistano le prestazioni, ma il 27 agosto seguente il club decide di rescindere il contratto: ha il tempo di giocare 60' in Europa League contro il Minsk (1-1), prima di accordarsi con l'Olot, ritornando in patria, in terza divisione. Dopo aver giocato mezza stagione, passa all'Alcorcon, in seconda categoria. A fine stagione è reclutato dall'Atlético de Kolkata, neonata società indiana militante nel campionato nazionale.
Nel 2015 firma con il Manlleu, squadra spagnola militante nella Tercera División, la quarta divisione spagnola di calcio.

## Palmarès
- Indian Super League: 1

Atlético de Kolkata: 2014